# Бранібор

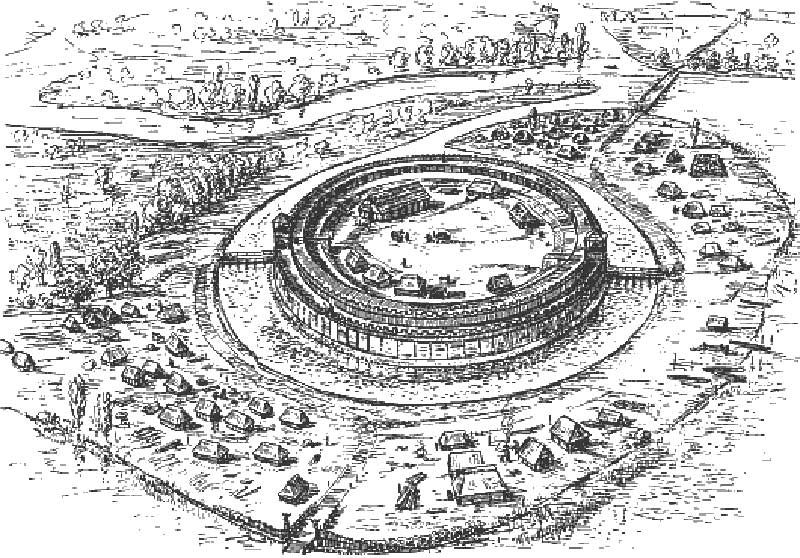
Слов'янська фортеця в місті Бранібор (Бранденбург)

Бранібо́р (пол. Brennabor, Brenna, Branibór, Branibórz) — місто-фортеця племені полабських слов'ян гаволян. Розташоване на притоці Лаби (Ельби) — Гаволі (Гавель). Назва походить від «Бор брані», тобто «оборонний ліс», «захист лісом» (або «лісова битва»).
Бранібор був військово-релігійним центром групи західнослов'янських племен.
- У 983 р. лютичі звільнили це місто з навколишніми теренами від німецької окупації, що тривала з 929 року[3].

- У 1101 р. німецькі феодали захопили землі гаволян і здобули м. Бранібор, а в XII столітті остаточно підкорили його. Від назви Бранібор походять назви колишньої провінції і міста в Німеччині — Бранденбург[4].